# State of Decay
State of Decay ist ein Videospiel aus dem Hause Undead Labs, Microsoft Studios übernahm die Rolle des Publishers. Der Survival-Horror-Third-Person-Shooter mit Open World wurde im Juni 2013 für Xbox 360 und im November 2013 für Microsoft Windows als Download veröffentlicht. Im April 2015 erschien eine technisch verbesserte „Year One Survival Edition“ digital für Xbox One und Windows. Im August 2016 brachte Nordic Games eine Ladenversion der Neuauflage für PC auf den Markt. Im Mai 2018 erschien der Nachfolger State of Decay 2, ein dritter Teil befindet sich in Entwicklung.

## Handlung
In dem Spiel übernimmt der Spieler die Rolle des Ladenangestellten Marcus Campbell und versucht die Zombie-Apokalypse zu überleben. Die Handlung findet in dem fiktiven Trumbull Valley statt.
Nachdem er mit seinem Freund Ed Jones von einem Angeltrip zurückkommt, merkt er, dass die Welt von Zombies befallen worden ist. Die zwei schließen sich der Soldatin Maya Torres an und nehmen mit Hilfe eines Walkie-Talkie Kontakt zu Lily Ritter auf. Sie folgen ihrer Richtung und gelangen mit ihr zu einer Kirche, die den Namen Church of the Ascension trägt und wo Lily mit anderen Überlebenden eine Basis aufgebaut hat. Sie überzeugt die beiden zu bleiben und so machen sie Bekanntschaft mit der Gemeinde.
Im Verlauf des Spiels werden die Überlebenden auf die Präsenz der US-Armee im Trumbull Valley aufmerksam, die von Sergeant Erik Tan und Captain Diane Montressor angeführt wird. Später finden sie heraus, dass die Armee nicht das Ziel verfolgt, die Überlebenden zu evakuieren, sondern die Ursache für den Ausbruch zu finden. Sie finden außerdem die lokale Bürgerführerin Judge Lawton, die das Gericht mit den lokalen Strafverfolgungsbehörden verbarrikadiert hat. Sie stellt die Bürger in ihre Obhut unter Berücksichtigung des Kriegsrechts und plant die Stadt wieder aufzubauen, nachdem der Zombie-Vorfall vorbei ist. Später treffen die Charaktere außerdem auf die Wilkersons, die versuchen aus der Katastrophe Profit zu machen und Überlebende auszubeuten.
Das Gericht fällt einer Zombieattacke zum Opfer und Lawton stirbt. Captain Montressor wird evakuiert und hinterlässt Sergeant Tan und seine Männer. Der Spieler entdeckt zusammen mit Tan zahlreiche Leichen am Stausee und deckt die Ursache des Ausbruchs auf. Sie planen das Tal zu verlassen und machen sich dafür auf den Weg auf die einzige Straße, die herausführt und durch eine Betonmauer blockiert wird.
Während Tan den Sprengstoff aufstellt, hält der Spieler ankommende Zombies ab. Tan stellt fest, dass der Sprengzünder ausgefallen ist und der Sprengstoff nicht aus sicherer Entfernung gezündet werden kann. Er meldet sich freiwillig, um es manuell zu detonieren und behauptet, dass er bereits infiziert ist. Dadurch opfert er sich selbst und zündet den Sprengstoff an, der die Mauer zerstört. Als der Rauch klar wird, sieht der Spieler, dass die andere Seite auch mit zerstörten Autos und Leichen gefüllt ist, was bedeutet, dass sich die Apokalypse bereits außerhalb des Trumbull Valley ausgebreitet hat. Die Überlebenden verlassen das Tal und das Spiel endet.

## Spielprinzip
Aufgabe des Spielers ist, in einer offenen Spielwelt zu überleben, indem zum Beispiel der Hunger befriedigt und die Gesundheit sichergestellt wird, sich vor den Zombies, die auf Geräusche reagieren zu schützen bzw. sich ihnen zur Wehr zu setzen und eine Basis zu finden und auszubauen und in seiner Gruppe aus Überlebenden voranzukommen. Dafür muss der Spieler die Welt erkunden und wichtige Gegenstände wie Waffen und Ausrüstungsinhalte einsammeln und verwalten (Ressourcenmanagement). Fortbewegen kann sich der Spieler entweder zu Fuß oder indem er Fahrzeuge sucht und diese benutzt.
Die Basen lassen sich ausbauen und verbessern, um dadurch die Verteidigung, Versorgung, Arbeit und den Komfort zu steigern. Ebenfalls muss man mit den anderen Überlebenden zwischenmenschliche Beziehungen aufbauen und pflegen sowie die Moral der Truppe zusammenhalten. Zudem kann der Spieler Handel mit den Nicht-Spieler-Charaktern betreiben, ihnen bei ihren Arbeiten helfen und sie für seine Gruppe rekrutieren. Der Story-Modus beinhaltet über 150 Charaktere, die alle unterschiedliche Charakterzüge aufweisen und durch Spielhandlungen in ihrem Handeln beeinflusst werden. Der Spieler kann entscheiden, ob er Zombies direkt töten will, Schleich-Taktiken nutzen will oder defensive Techniken aus der Distanz nutzt. Insgesamt kann der Spieler aus über 100 verschiedenen Waffen auswählen. Ist ein Charakter tot, bleibt er tot und man kann nur noch den Charakter wechseln.
Die Spielkarte ist insgesamt 16 Quadratkilometer groß, von denen aber nur 8 spielbar sind.

## Entwicklung und Veröffentlichung
Das Spiel wurde von Undead Labs unter Nutzung der CryEngine 3 entwickelt und wird von den Microsoft Studios vermarktet. Es wurde erstmals am 22. August 2012 von den Entwicklern angekündigt. 2011 wurde das Spiel aber bereits unter dem Titel Class 3 auf Xbox Live Arcade angekündigt.
Erstmals wurde das Spiel am 5. Juni 2013 für die Xbox 360 veröffentlicht. In Deutschland und Australien stand das Spiel allerdings erst seit dem 13. Juni zur Verfügung. In Australien wurde das Spiel bis zum 25. Juli verboten, weil man Schmerzmittel und andere auffällige Medikamente nutzen kann. Die Version für Microsoft Windows erschien am 20. September 2013 im Rahmen des Steam-Early-Access-Programms und die offizielle Veröffentlichung fand am 5. November 2013 statt.
Bereits in den ersten 48 Stunden wurde das Spiel über 250.000 Mal verkauft, in der ersten Woche über 500.000 Mal und nach den vier Monaten seit Beginn der Early-access-Phase hat sich das Spiel über eine Million Mal verkauft. Im Oktober 2014 waren es über 2 Millionen verkaufte Einheiten.
Eine überarbeitete Year-One Survival Edition erschien am 28. April 2015 für Microsoft Windows und Xbox One. Ein eigentlicher geplanter Mehrspielermodus wurde seit Anfang Juli 2013 nicht mehr weiterentwickelt. Kommende Ableger sollen diesen aber als Kerninhalt beinhalten.

### Erweiterungen
Das erste DLC Breakdown erschien am 20. Juli 2013 und fügte dem Spiel einen Sandboxmodus hinzu. Hierbei leitet der Spieler eine Gruppe von Überlebenden, die ein Wohnmobil reparieren, um aus einem Dorf zu flüchten. Der Modus sorgt dabei dafür, dass es keinen Respawn gibt, fügt spezielle Zombies hinzu und steigert den Schwierigkeitsgrad in jeder neuen Region.
Die zweite Erweiterung Lifeline erschien am 4. Februar 2014 und fügte eine neue Map hinzu, die die fiktionale Stadt Danforth abbildet. Außerdem ermöglicht es die Erweiterung, Militäreinheiten zu befehligen, um Zivilisten zu retten.

### Nachfolger
Der Nachfolger State of Decay 2 wurde auf der Electronic Entertainment Expo (kurz: E3) 2016 in einer Pressekonferenz angekündigt. Veröffentlicht wurde das Spiel am 22. Mai 2018. Erweitert wurde das Spiel unter anderem durch einen Koop-Modus.

## Rezeption
Das Spiel wurde überwiegend positiv bewertet und hat einen Metascore von 79 % für die PC-Version erhalten.
Gelobt wird die Atmosphäre, Gestaltung und Größe der Open World, die vielen Freiheiten und Erkundungsmöglichkeiten im Spiel, das Zombieverhalten und Survivalsystem, die Sandbox-Möglichkeiten, die dramatische Handlung und vielschichtigen Figuren und dass das Spiel trotz der vielen Zombiespiele-Konkurrenten spielerisch überzeugt. Kritisiert werden unter anderem technische Mängel und die teilweise wenig neuartige Handlung. Das Spiel wird oft mit weiteren Zombie-Spielen wie Left 4 Dead, DayZ, Dead Rising und The Walking Dead verglichen.
An der überarbeiteten Version wurden technische, grafische und Verbesserungen an der Performance und die erweiterten Inhalte gelobt, aber auch alte übernommene Fehler kritisiert.